# Lupicino (cónsul 367)
Flavio Lupicino (en latín, Flavius Lupicinus) (fl. 359 – 367) fue un militar romano que ocupó varios cargos importantes durante su carrera y fue nombrado cónsul en 367 junto a Flavio Jovino.

## Magister equitumen la Galia
En 359 fue nombrado por Constancio II para sustituir a Severo como magister equitum per Gallias al mando del ejército de campo que operaba en las Galias y subordinado al césar Juliano. No se conoce su lugar de nacimiento ni su carrera dentro del ejército antes de alcanzar este importante puesto.
A inicios de 360 Juliano lo destinó en misión a Britania y se encontraba de campaña allí cuando llegó a París —cuartel general de Juliano en ese momento— el enviado de Constancio II con la orden de que parte del ejército se dirigiese al frente oriental donde estaba prevista una ofensiva persa. El rechazo por las tropas afectadas a trasladarse al otro extremo del Imperio llevó a la aclamación de Juliano como augusto y este, al no estar seguro de la lealtad de Lupicino, cortó los suministros a sus tropas en Britania para dificultar, así, una posible rebelión.
La imposibilidad de actuar de Lupicinio en ese momento, al estar aislado en Britania, llevó a que Constancio II nombrase a Gomoario para sustituirlo. Esto no impidió, con todo, que Lupicino fuese arrestado inmediatamente cuando volvió a la Galia.

## Magister equitumen Oriente
Lupicino tuvo que recuperar el favor de Juliano ya que fue puesto en libertad y participó en la campaña que el Apóstata emprendió contra Persia en la primavera de 363. La invasión acabó en desastre y Juliano murió durante ella por lo que los altos oficiales el ejército y funcionarios civiles eligieron emperador a Joviano en junio de ese mismo año. Este nombró a Lupicinio magister equitum del ejército pero murió al poco —a los ocho meses de su aclamación como emperador— y fue sucedido por Valentiniano I en febrero de 364. El nuevo augusto dividió el Imperio con su hermano Valente a quien asignó la parte oriental mientras él marchó hacia la Galia para hacerse cargo de la parte occidental. Lupicinio quedó, entonces, dentro del ejército que correspondió a Valente donde mantuvo el puesto de magister equitum.
Mientras que Valente y parte del ejército se estacionaron en Capadocia, Lupicino permaneció al frente de las unidades situadas junto a la frontera con Persia. En mayo de 366 se produjo la usurpación de Procopio quien consiguió sumar a su causa a parte del ejército oriental. Lupicino permaneció fiel a Valente y se dirigió con sus tropas para ayudarlo en la guerra contra el usurpador que duró poco ya que muchas de sus tropas le abandonaron y se unieron a Valente.

## Cónsul
Su apoyo al emperador durante la usurpación de Procopio fue recompensada con el nombramiento como cónsul al siguiente año 367 junto al magister equitum per Galias Flavio Jovino. Libanio lo elogió por su apoyo a la literatura y filosofía y por la protección a él mismo —de creencias paganas— ante los ataques de algunos cristianos.